# Marlene Neubauer-Woerner
Marlene Neubauer-Woerner (Landshut, 25 de agosto de 1918 – Múnich, 1 de enero de 2010), nombre de nacimiento Marlene Woerner, fue una escultora alemana.

## Biografía
En 1932, después de la muerte de sus padres, fue al colegio estatal de artesanía en Landshut y completó su máster de cerámica cuando tan solo tenía 17 años. Comenzó sus estudios de escultura en 1936 en la Academia de Bellas Artes de Múnich bajo la tutela de Josef Henselmann y Richard Knecht, convirtiéndose así en la primera mujer en estudiar escultura en el ámbito de edificios públicos.
Desde 1945 Marlene Neubauer-Woerner vivió y trabajó como escultora independiente, con base en Múnich. Desde 1952 fue miembro de la Sezession, una asociación de artistas de Múnich, y desde 1958 miembro de GEDOK, un grupo de artistas mujeres. En 1978 fue honorada con el Premio Schwabinger Kunstpreis y en 1984 recibió el Orden del Mérito de Baviera. Era miembro de honor en Villa Massimo, Roma, en 1987. Las ciudades de Colonia, Viena, París y Atenas también condecoraron a la artista. 

## Exhibiciones
Entre 1949 y 1989 se hicieron exposiciones en la Haus der Kunst de Múnich. Fue artista invitada habitual en la Residencia de Múnich y en el ayuntamiento de Landshut. Además, participó en exposiciones en grandes ciudades como Musee d´Art Moderne en París, Zappion en Atenas, Palazzo Nazionale en Roma, Palais Palffi en Viena.